# Cotgrave
Cotgrave är en stad och civil parish i Rushcliffe i Nottinghamshire i England. Orten har 7 203 invånare (2011). Byn nämndes i Domedagsboken (Domesday Book) år 1086, och kallades då Godegrave.